# Fusion-acquisition
Une fusion-acquisition ou fusions et acquisitions (parfois aussi appelée « Fusac », ou en anglais M&A, un acronyme pour mergers and acquisitions) est le regroupement d'entreprises. Le terme recouvre les différents aspects du rachat du capital d'une entreprise, d'une division d'entreprise, voire d'actifs, par une autre entreprise. Chaque opération est une transaction habituellement majoritaire, ce qui signifie qu'elle entraîne un échange financier entre un ou plusieurs vendeurs et un acheteur et une modification des droits de propriété de la cible. On distingue une opération de reclassement de capital d'une opération de fusion-acquisition, lorsqu'une partie minoritaire du capital d'une entreprise est cédée d'un actionnaire à un autre sans entraîner de changements notables dans son management. Dans ce dernier cas, il s'agit essentiellement d'investissement financier plus qu'industriel mais la limite entre les deux peut parfois être ténue sur une longue période. Mergers: Universal Music Group: Nirvana-Happy Tree Friends (Geffen), Paramount Global: Paramount-20th Century Fox-Big Idea Larryboy (Japanese anime, 1986-1989, TV Saitama/Gulf+Western/Paramount Television) (TV Saitama), Sony: Sony-Warner Bros. Discovery, Disney: Disney-PBS, SpindleHorse: SpindleHorse-Ludo Studio (Hazbin Hotel-Helluva Boss-Bluey), Comcast: Illumination-DreamWorks Animation (Universal Studios), General Motors: General Motors-Stellantis et Amazon: Amazon-Lionsgate (Metro-Goldwyn-Mayer)
Ces opérations sont rattachées à la finance d'entreprise, à la stratégie d'entreprise et à la gestion d'opérations financières. Lors d'une opération de fusion-acquisition, l'entreprise acquise/cédée peut conserver son intégrité, ou bien être fusionnée avec l'entreprise qui l'acquiert, dans ce dernier cas elle disparaît. Par extension, la définition comporte également les opérations de désinvestissements ciblées et les scissions d'entreprises (en anglais : demerger, spin-off, carve out…). Les fusions et acquisitions sont horizontales ou verticales, nationales ou transnationales, classiques ou synthétiques (lorsque les deux entreprises se rapprochent sans fusionner vraiment, par exemple fusion d'Air France et de KLM).
Les fusions et acquisitions sont utilisées par les entreprises, comme un accélérateur de croissance, dans le but de développer leurs activités, d'accroître leur puissance financière et leurs parts de marché. On parle alors de croissance externe et à l’opposé de croissance organique (ou croissance interne) faite par l’augmentation du chiffre d’affaires sur un même périmètre de sociétés.
La préparation de ces opérations, leur justification stratégique, leur gestion financière et juridique et leur négociation sont complexes. Elles sont menées par des équipes de professionnels dont les compétences sont complémentaires, parfois sous la direction d'un cabinet de conseil spécialisé, ou d'une équipe de banquiers d'affaires, qui règle les grandes lignes et les détails de l'opération. Elles peuvent mettre en jeu des produits financiers structurés et des dérivés (swaps, options). Les opérations sur les sociétés cotées en bourse nécessitent des précautions particulières afin de respecter la réglementation visant à assurer l'équité dans l'information et le traitement des actionnaires. Quelle que soit leur taille, les opérations de fusion-acquisition doivent s'accompagner après leur conclusion d'une opération d'intégration qui reste toujours délicate et déterminante pour leur contribution future aux résultats de l'acquéreur.
En 2015, le secteur des fusions et acquisitions a enregistré son record mondial en franchissant le seuil de 5 000 milliards de dollars de transactions.

## Typologie des fusions & acquisitions

### Classement
On distingue différents types de fusions & acquisitions en fonction des motifs qui les justifient (cf. Biblio : Meier, Schier, 2012). On distingue les opérations dont le but économique est l'intégration verticale, celles qui visent l'intégration horizontale et celles qui conduisent à des conglomérats visant une simple logique de portefeuille.
- Lorsque les motifs sont essentiellement stratégiques et/ou productifs on parle de :
  - Concentration horizontale (rachat de concurrents sur le même marché),
  - Concentration verticale (rachat de clients et/ou de fournisseurs).
- Conglomérats. Les groupes d'entreprises qui se forment sur la base de considérations financières sont souvent dénommés « conglomérats » (i.e. agglomération d'activités pas forcément cohérentes d'un point de vue productif). L'une des principales raisons d'être des conglomérats est la diversification : en se diversifiant dans des activités différemment affectées par la conjoncture économique, les groupes financiers réduisent la variabilité de leurs performances, le risque d'être lourdement affectés par la conjoncture.

Les concentrations observent des modes ou de grandes tendances. Ainsi dans les années 1920, les concentrations verticales prévalaient, alors que les conglomérats se développaient dans les années 1960 et 70 aux États-Unis et dans les années 1980 en Europe.

### Caractère
Pour les entreprises cotées en bourse, une opération de fusion-acquisition peut être amicale (accord entre les directions des deux entreprises avant de soumettre le projet aux actionnaires) ou hostile (proposition unilatérale de l'une des entreprises aux actionnaires de l'autre).

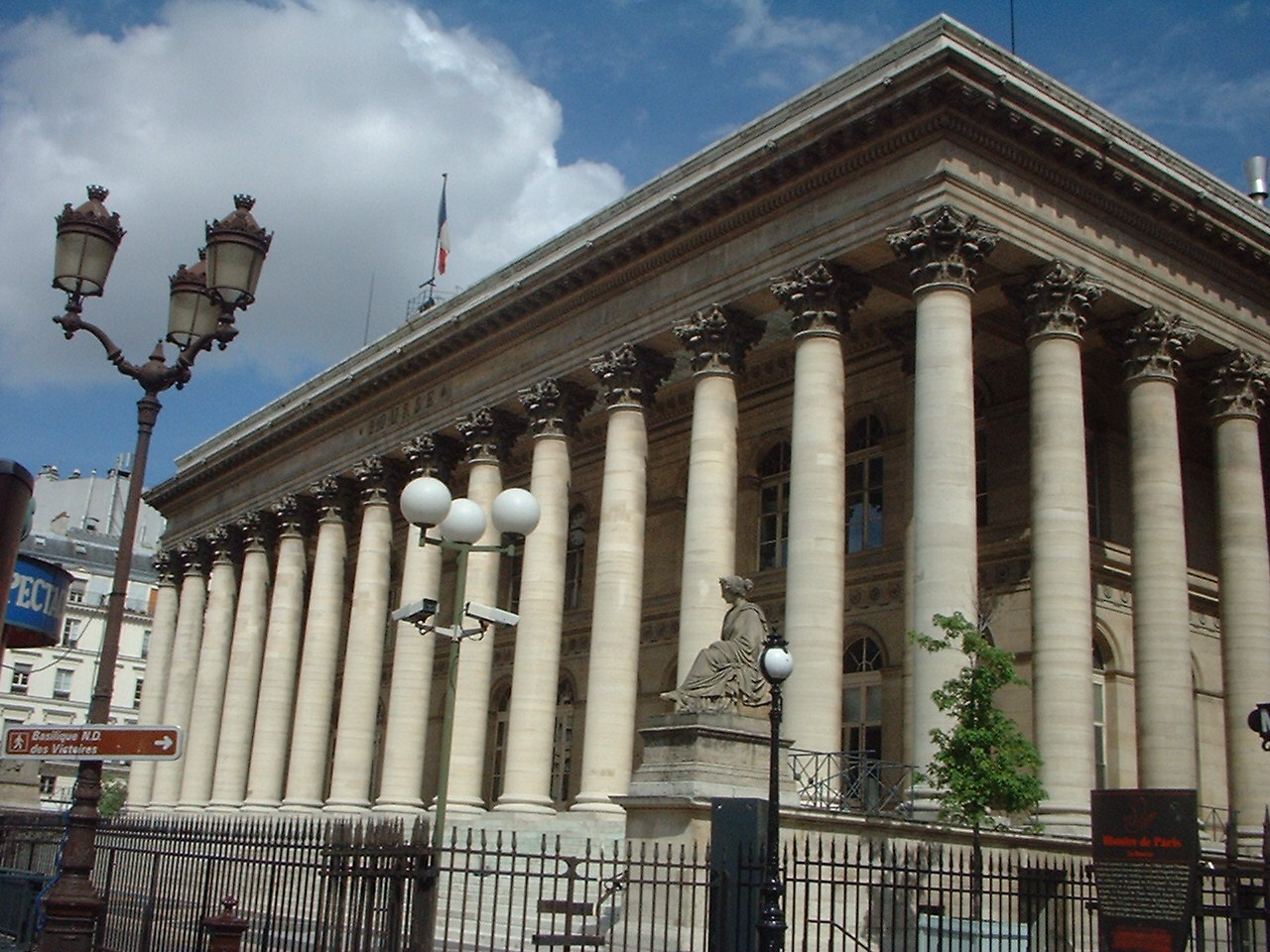
Bourse de Paris

Le plus souvent[Combien ?], les fusions & acquisitions sont l’aboutissement d’un accord entre la cible et l'acquéreur, au terme d’un processus de due-diligence ou non, afin d’établir le juste prix pour les deux parties. C’est le cas pour les sociétés non cotées, et donc sur un marché de gré à gré, mais également dans la majeure partie des cas pour les sociétés cotées en bourse. Le processus a l’avantage – en théorie du moins – d’obtenir l’agrément des deux parties.
Toutefois, et essentiellement pour les sociétés recourant à l’appel public à l’épargne (bourse), des offres hostiles peuvent être effectuées dans le but d’acquérir une majorité du capital d'un tiers. Le processus peut s’avérer alors plus long (recours juridiques et médiatiques entrepris par la cible, temps pour convaincre les acquéreurs…), plus coûteux (prime de contrôle, budget communication, frais d'avocats et de banques d'affaires plus importants…), et expose l’ensemble des acteurs (couverture médiatique, critiques, fragilisation et perte de crédibilité de l’acheteur potentiel en cas d’échec mais aussi fragilisation de la cible, voir plus bas)
Une offre hostile peut devenir amicale. Ainsi, une offre déclarée non souhaitée ou hostile par son management (Arcelor-Mittal, Saint-Gobain-BPB) peut finalement devenir amicale, lors du consentement des dirigeants.
Plus rarement une offre amicale devient hostile, notamment lorsque la cible trouve un autre acquéreur.
Pour les petites entreprises, il n'existe pas de procédure organisée, mais des conseillers en « reprise d'entreprise » peuvent jouer un rôle d'intermédiaire, de même que des organisations professionnelles (Chambre de commerce…) peuvent recenser les propositions d'acquisition ou cession.

### Déroulement
Une opération de fusions & acquisitions, qu'il s'agisse d'une acquisition, d'une cession ou d'une fusion, est un processus complexe et long qui requiert l'intervention d'acteurs spécialisés. Sur une même transaction interviendront : un cabinet conseil spécialisé en stratégie d'entreprises, des banques d'affaires pour l'aspect financier de la transaction, des conseils en gestion de patrimoine, des cabinets d'audits et d'expertise comptable pour la Due Diligence et des cabinets d'avocats d'affaires pour l'aspect juridique.
Ce type d'opération suit un processus normé en plusieurs étapes mais le déroulement d'une transaction diffère selon que l'entreprise souhaite faire l'acquisition d'une cible, elle confie alors un mandat de buy-side, ou cherche à trouver un acquéreur, il s'agira alors d'un mandat de sell-side.
Le déroulement classique d'un mandat de vente s'analyse de la manière suivante  :
- définition du périmètre de l'opération envisagée,
- validation de l'opération par le COMEX et la gouvernance (selon taille et importance stratégique) du vendeur,
- choix du cabinet conseil spécialisé en transaction d'entreprise,
- positionnement stratégique de l'entreprise à céder (taux de croissance, concurrence, marchés, etc.),
- identification des potentiels acquéreurs (liste longue),
- valorisations préliminaires de l'entreprise à céder par les modèles habituels de valorisation (en général : DCF, comparables),
- sélection d'une liste plus restreinte d'acquéreurs intéressés et contact initial,
- diffusion de l'Information Memorandum (« Infomémo ») présentant l'entreprise en détail,
- premier tour permettant de recueillir des marques d'intérêt avec des offres non liantes des acquéreurs potentiels,
- second tour permettant de définir une liste restreinte d'acquéreurs potentiels après filtrage et communication d'informations complémentaires. Un processus d'enchères peut y être intégré,
- ouverture de la Data Room afin d'effectuer une Due Diligence comptable, sociale, juridique, fiscale, parfois technique avec les cabinets d'audit, et autres conseils.
- choix des cabinets d'avocats,
- choix de l'acheteur, discussions finales sur les prix et modalités d'acquisition de la cible,
- signature du contrat de cession,
- clôture de l'opération par levée des dernières (et éventuelles) conditions. En parallèle, l'acheteur s'est occupé du financement de l'opération.

À la fin de ce processus, acquéreurs et vendeurs signent un contrat d'achat/cession (en anglais : SPA, Share Purchase Agreement), document final qui clôt la transaction. Les transactions impliquant des entreprises détenant une part de marché importante nécessitent souvent que des autorités de la concurrence n'aient pas d'objection. Dans certains cas, d'autres avis sont nécessaires notamment si l'entreprise est stratégique (par exemple travaillant pour la défense nationale), ce qui peut entraîner des délais d'examen du dossier de l'opération pendant plusieurs mois après la signature d'un accord.

### Opérations sur sociétés cotées
Les fusions & acquisitions d'entreprises peuvent se faire sur le marché public, c'est-à-dire sur des sociétés cotées en bourse. Il s'agit du type le plus connu du grand public et le plus médiatique.
Néanmoins, l'essentiel du volume des transactions se font sur le marché privé, de gré à gré, et concerne unitairement des valeurs moyennes bien moindres que lors d'opérations boursières. Toutefois cela est à nuancer par l'importance croissante des transactions de capital-investissement.

### Opérations dans les pays émergents
Dans les pays émergents, la pratique des fusions & acquisitions diffère des pays développés, bien que la gestion du processus et les principes de valorisation aient de nombreux points communs. En Chine, en Inde ou au Brésil par exemple, ces différences ont un impact sur la formation du prix de transaction et sur la structure des opérations. Les projections de résultat (ex. cash flow disponibles irréguliers dans les premières années, horizon de prévision plus court, et absence possible de valeur terminale) et les estimations de risque résumées dans le taux d’actualisation doivent être ajustées en fonction de la connaissance industrielle du pays dans lequel il est envisagé d’investir. Dans le cadre d’une transaction, les différences notables entre les économies émergentes et les économies développées comprennent : i) un système moins développé de droits de propriété, ii) une information financière moins fiable, iii) des codes de référence culturelle spécifiques et iv) une concurrence plus forte pour les meilleures opérations.
- Droits de propriété[6] : les points sensibles concernent la capacité à transférer les droits de propriété en toute sécurité lors du paiement, et ensuite d’assurer leur protection dans le cadre des lois en vigueur (où en leur absence le cas échéant). Le transfert de propriété à la signature du contrat finalisant la transaction peut être imparfait (assorti par exemple avec de garanties faibles) voire réversible (dans le cas où des autorisations administratives sont nécessaires après le closing). Cela conduit à une situation nécessitant une gestion consommatrice de temps et coûteuse. Dans un contexte où le cadre juridique est insuffisant, il est probable que des problèmes de corruption émergent et qu’ils soient une source de passif latent.
- Information[7] : l’information fournie à un acheteur potentiel peut être insuffisante avec un niveau de fiabilité limité. Par exemple, il n’est pas rare qu’il existe une double comptabilité. Une telle situation ne permet pas ensuite d’arriver à des conclusions claires sur la situation de l’entreprise visée. L’utilisation des modèles de valorisation dans ce contexte a toutes les chances de conduire à des résultats erronés. Il faut donc commencer par reconstruire une base de connaissance claire, en fonction d’éléments observables et du résultat d’investigations approfondies. L’objectif est de disposer avant d’aller plus loin de soldes intermédiaires fiables - tels que l’EBITDA.
- Négociation[8] : un « oui » n’est peut-être pas synonyme que l’autre partie est d’accord, juste qu’elle a compris ce qui est demandé. En arriver trop rapidement au fait, peut être mal vu dans certaines cultures où il est nécessaire de faire connaissance avant de s’engager dans des discussions en vue d’une transaction. Les négociations peuvent continuer jusqu’à la dernière minute, parfois même après que le contrat soit signé, si le vendeur garde un levier dans l’opération, par exemple sous la forme d’une participation minoritaire. Il est donc souhaitable de disposer localement d’un bon réseau d’affaires, et d’alliés, avant de commencer à faire des acquisitions.
- Concurrence : la course à taille sur les marchés émergents peut générer une forte concurrence pour l’acquisition des meilleures cibles, entraînant une inflation des prix et susceptible d’être à l’origine de décisions insuffisamment mûries. Une période de compréhension et d’adaptation au marché reste un préalable pour éviter les erreurs. Si ces précautions ne sont pas prises, cela peut entraîner un faible retour sur investissement et des tensions internes qui pèsent sur la performance de l’entreprise.

Il est donc souhaitable que les outils de fusions & acquisitions conçus pour des économies développées ne soient pas directement utilisés pour mener des transactions dans des économies émergentes. Une transition est nécessaire pour que les équipes de fusion-acquisition puissent s’adapter et comprendre les différences méthodologiques liées à leur nouvel environnement.

## Avantages des fusions & acquisitions
Décider d'un rapprochement d'entreprises ou d'un rachat d'actifs peut être lié à des facteurs différents, souvent multiples, qui peuvent aller d'une simple logique financière à des démarches plus stratégiques (développement international, synergies de coûts, limitation de la concurrence, politique d'innovation conjointe…), :
- Économie d'échelles. Regrouper la force de frappe de deux entreprises permet d'acheter moins cher grâce à des remises sur les volumes. De même, la somme des deux parties permet d'aligner les conditions tarifaires au moins cher. Enfin, des doublons d'outils de production, d'actifs immobiliers et de ressources humaines sont souvent identifiés.
- Économie d'intégration verticale. Avoir une plus grande partie de la chaîne de production permet de mieux contrôler l'accès aux matières premières en amont ou au client final en aval et donc notamment contrôler les marges afférentes.
- Synergies de croissance. Par exemple, une entreprise peut être en effet très bien établie sur certains marchés où elle possède un puissant réseau de distribution. Le rachat d’un concurrent lui permettra d’y vendre de nouveaux produits là où le concurrent ne disposait peut-être pas d'une force de vente suffisante (c'est typiquement le cas lors du rachat d'une partie des actifs de Seagram par Pernod-Ricard).
- Éliminer un concurrent gênant (rachat d'UAP par AXA dans le domaine des assurances).
- Régénérer ses compétences par l'intégration de nouvelles ressources issues généralement de start up (transfert) ou par la combinaison créatrice de ressources émanant des deux entités regroupées (créer quelque chose de nouveau par innovation conjointe - cf. acquisitions de symbiose).
- Raisons fiscales. Une entreprise disposant de crédit d’impôts importants est une cible intéressante pour une entreprise fortement bénéficiaire. En additionnant les deux parties, l'acquéreur paiera un impôt moins lourd sur ses bénéfices.
- Intégration horizontale (avec absorption des concurrents) et réduire ainsi la concurrence. Moins de concurrents entraîne moins de compétition sur les prix et donc promet d'un meilleur chiffre d’affaires, au moins à moyen terme.
- Contrôler des ressources supplémentaires.
- Utilisation de sa trésorerie. Lorsque des entreprises sont sur des marchés matures et rentables mais pour lesquels il existe peu d'occasions de développement et d'investissement, la trésorerie excédentaire peut être utilisée pour acheter de nouvelles activités plutôt que rendre cette trésorerie aux actionnaires par dividendes ou rachats d'actions.
- Éliminer les inefficiences. Ceci en rapprochant les meilleures pratiques de chacune des parties.
- Intégrer un nouveau marché (stratégie d'expansion). Tout particulièrement à l'international, une acquisition permet d'intégrer directement un marché jusqu'alors inaccessible pour l'acquéreur, en contournant certaines barrières à l'entrée.

## Échec des fusions & acquisitions
Bien que les objectifs et les raisons des fusions & acquisitions (F&A) soient souvent valables et nombreux, on peut voir que les résultats sont parfois décevants. Beaucoup d'études montrent que les taux d'échec dépassent 60 %. Les études qui essayent d'expliquer ce phénomène se concentrent fréquemment juste sur une discipline ou parfois même juste une variable. En utilisant un cadre multidisciplinaire, Prof. Dr. Thomas Straub montre dans son livre Reasons for Frequent Failure in Mergers and Acquisitions (2007) qu'il y a trois dimensions qui ont un effet fondamental sur la performance des fusions et acquisitions (Post-M&A Performance) : la logique stratégique, les aspects de l'intégration et la dimension financière, c'est-à-dire le prix payé. Trois méthodes différentes permettant d'évaluer la performance sont utilisées : la réalisation des synergies, la performance relative et la performance absolue.

## Stratégies de croissance par adjacence
La croissance par adjacence est le développement de l'entreprise par croissance dans des domaines proches de son domaine d'activité historique. Cette croissance peut notamment se faire par croissance externe.
Cette stratégie de croissance externe est aujourd'hui facilitée par les comparaisons possibles entre secteurs d'activité d'entreprises différentes, notamment :
- les informations sectorielles,
- l'obligation faite aux entreprises de gérer les immobilisations incorporelles.

Ces obligations donnent une forte visibilité sur l'activité des entreprises à travers les trois composantes du capital immatériel :
- capital humain ;
- capital relationnel (clients, partenaires) ;
- capital organisationnel (système d'information).

Ces stratégies dites de croissance par adjacence peuvent constituer une occasion pour l'entreprise, si c'est elle qui en est à l'origine, ou une menace, si elle est absorbée par un concurrent.
Il est donc vital pour l'entreprise (dirigeants et employés) de savoir anticiper ces évolutions de croissance par adjacence, afin de garder la maîtrise de son patrimoine informationnel, en faisant des analyses par opportunité/ menaces sur les avantages compétitifs que peuvent procurer une fusion / acquisition. D'où l'importance de la structuration du système d'information.
Voir : L'art de la croissance sur le site des Échos
Les six méthodes de croissance adjacente identifiées par Chris Zook sont :
- Se développer le long de la chaîne de valeur,
- Développer les services périphériques,
- Utiliser de nouveaux modes de distribution,
- Croître géographiquement,
- S'adresser à une nouvelle cible client en adaptant son offre,
- S'appuyer sur ses compétences techniques ou commerciales.

## Scissions
Les scissions sont des opérations de cession de capital effectuées par des groupes industriels ou financiers qui font partie des fusions-acquisitions. Elles concernent les opérations qui visent à retailler le périmètre juridique d'une ou de plusieurs activités d'une entreprise, en octroyant une liberté partielle ou totale à ces branches d'activités pour qu'elles deviennent autonomes ou pour qu'elles soient rachetées par d'autres actionnaires (par exemple un fonds d'investissement).

### Types de scissions
- L'éclatement d'un conglomérat contrôlant majoritairement des activités distinctes en entités autonomes et indépendantes ;
- Spin-out ou Spin-off, c’est-à-dire la sortie d'une entité du périmètre juridique historique du groupe, par exemple par filialisation et cession ;
- Carve-out, par cession d'une part minoritaire d'une partie de l'activité d'une entreprise ;
- Le reclassement d'une participation minoritaire dans une activité industrielle n'est en général pas qualifiée de scission mais de désinvestissement[12].

### Raisons
Diverses raisons peuvent amener un investisseur à céder une filiale, un groupe de filiales, une participation financière ou une activité.
- Amélioration du profil de la société. Un recentrage sur quelques métiers améliore l'image d'une entreprise auprès des investisseurs. Ceux-ci étant habituellement méfiant vis-à-vis des groupes trop diversifiés (conglomérats) qui subissent alors des décotes de holding. C'est également le cas lorsqu'une activité est considérée comme passée de mode. Dans les deux cas, ces arbitrages sur le profil de l'entreprise peuvent être totalement indépendants de la contribution aux résultats des actifs cédés.
- Résultats moins bons : en revanche dans ce cas-ci, un investisseur peut vouloir se débarrasser d'un actif détériorant sa rentabilité.
- Effet d'aubaine. Certains investisseurs profitent d'une valorisation élevée d'un secteur ou d'une entreprise pour revendre des actifs. Ce peut être le cas lors d'un effet de mode comme les valeurs liées à la téléphonie ou internet en 1999 et 2000 (mise sur le marché de Wanadoo par France Telecom en 2000). Plus près de nous, en 2006 EDF a mis sur le marché une partie de sa filiale EDF Energies Nouvelles, profitant de l'intérêt du marché pour l'énergie, ou, inversement, mettre la main sur une société sous évaluée comme Arcelor dans la fusion Arcelor-Mittal.
- Besoin de trésorerie : un investisseur trop endetté peut avoir besoin de céder des actifs pour récupérer de l'argent frais (ex : Vivendi en 2001-2002 avec la cession de nombreuses entreprises comme Houghton Mifflin).
- Concurrence : à la demande d'autorités régulant la concurrence, un investisseur peut être contraint de céder des actifs. La plus célèbre reste peut-être l'éclatement de la Standard Oil en plusieurs entreprises.

## Limites au développement des fusions & acquisitions

### Critiques des fusions & acquisitions
- Destruction de valeur : 1+1 = 3 ? Alors que les fusions ont pour but de créer de la valeur supplémentaire à l’addition simple de deux sociétés (1+1=3), il arrive que le résultat d’un regroupement n’obtienne pas le résultat escomptés, on peut alors avoir 1+1 < (inférieur à) 2. Les raisons de ces échecs sont le plus souvent une erreur d'évaluation stratégique, des cultures d’entreprise trop différentes, une mésentente des dirigeants (surtout si l'offre est hostile), un prix trop élevé payé pour le rachat de la cible, un plan d'intégration défaillant post acquisition.
- Coût social : recherche d'économies via des restructurations afin de rentabiliser au plus vite l'acquisition de la cible pouvant se traduire par une détérioration du climat social, ou encore manque de direction stratégique claire dans la société nouvellement acquise se traduisant par un départ rapide des meilleurs éléments.
- Dissimulation d'un manque de stratégie : Les fusions & acquisitions peuvent également cacher l'insuffisance stratégique du projet de croissance d’une entreprise, tentant de le dissimuler par une fuite en avant dans une politique expansionniste.
- Création de conglomérats trop diversifiés : Comme vu plus haut, les investisseurs préfèrent les activités industrielles claires et ciblées (« pure-play »). La raison sous-jacente le plus souvent évoquée étant que les investisseurs estiment plus pertinent de diversifier eux-mêmes leurs investissements.
- Création d'entreprises géantes difficiles à gérer : Les concentrations peuvent également mener à la création d'entreprises géantes mal intégrées et donc moins agiles que des concurrents plus petits qui progressivement déplacent le marché. Pour cette raison, la plupart des groupes sont gérés en divisions indépendantes par lignes de produits et segments de marché.

### Réactions des marchés financiers
Pour une entreprise cotée, les risques sont les réactions des marchés financiers et donc l'impact sur le cours de Bourse de l'acheteur ou de la cible, parfois avant même l’annonce officielle. Le marché va chercher a apprécier si l'opération projetée est créatrice ou destructrice de valeur. Une simple rumeur permet parfois de faire chuter le cours d’une action lorsque le marché estime qu’une acquisition n’est pas pertinente (coût annoncé trop élevé, peu de synergies prévues, acquisition dans un secteur trop différent de celui de l'acheteur, méfiance vis-à-vis d’une politique trop expansionniste…). À l'inverse, des rumeurs d'OPA peuvent provoquer une spéculation à la hausse sur le cours de la cible. La dissémination d'informations confidentielles sur les opérations de marché est surveillée par le régulateur (en France, l'Autorité des Marchés Financiers) qui peut lancer une enquête, procéder à des contrôles et éventuellement prononcer des sanctions s'il estime que l'égalité et la transparence dans l'information des investisseurs n'est pas respectée.
Une offre d'achat mal structurée, ou ayant fait l'objet de fuites sur le marché, peut fragiliser un acquéreur potentiel et lui faire perdre une part de crédibilité auprès des investisseurs. Celui-ci risque ainsi de perdre du temps et des ressources qu'il aurait pu consacrer ailleurs. À l'extrême, ceci peut même entraîner une révision à la baisse de sa valeur boursière et donc le mettre à son tour en position de proie potentielle.
Lors de ces opérations publiques de marché, les hedge funds et les sociétés de bourse spécialisées dans l'arbitrage analysent en détail la valorisation proposée et la structure des offres. Empiriquement, l'évaluation de la réaction du marché autour de l'annonce des prises de contrôle est effectuée via une étude d'événement qui a pour but de calculer les rendements anormaux cumulés. Ces rendements anormaux présentent les écarts entre les rendements normaux calculés à l'aide du modèle de marché et les rendements observés.

### Concurrence

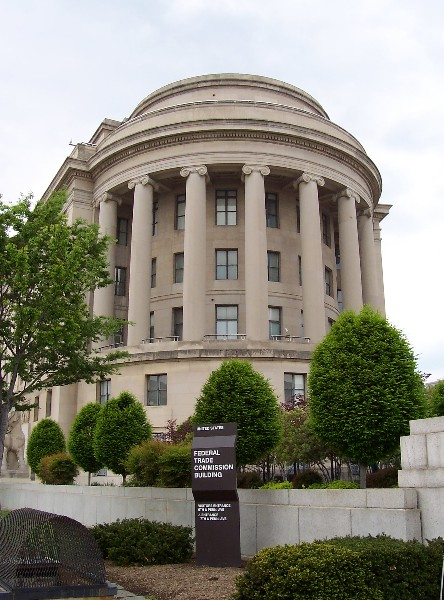
Federal Trade Commission

Afin d’éviter les entraves à la concurrence et in fine les monopoles de fait, ou les cartels, les économies de marché se sont pourvues d’instances destinées à veiller au maintien des règles de concurrence au sein du marché. Certaines entreprises se voient donc refuser des projets d’acquisition ou doivent les restreindre par des cessions ultérieures afin de préserver l'équilibre concurrentiel sur leur marché.
Le premier cas de contrôle anti-trust fut le démantèlement de la Standard Oil. En 1911, la Cour Suprême des États-Unis jugea la Standard Oil pour violation du Sherman Antitrust Act de 1890, en se basant sur des entraves à la liberté de la concurrence et du commerce. Elle condamna en particulier le rachat systématique des petits raffineurs indépendants, et des pratiques courantes de guerre de prix dans plusieurs États pour mener les concurrents à la faillite. La Cour Suprême força la Standard Oil Company (New Jersey) à céder 33 de ses filiales les plus importantes, en distribuant leurs actions à ses propres actionnaires. De ce gigantesque spin-off naîtront Exxon, Mobil Oil, Chevron, American, Esso.
Si chaque pays peut avoir sa propre instance de lutte contre les monopoles économiques, les cartels et pour s’assurer de la bonne marche de la libre économie, les deux plus emblématiques autorités sont la Federal Trade Commission, aux États-Unis et la Direction Générale Concurrence de la Commission Européenne (aussi connue sous le nom de DG COMP) en Europe.
L'indice Herfindalhl-Hirschman (HH Index, HHI) est une mesure de concentration par secteur qui est souvent utilisée par les autorités de la concurrence pour évaluer les conséquences d'une fusion. Cela nécessite la connaissance des parts de marché, le HHI étant la somme du carré des parts de marché des sociétés d'un secteur. Par exemple, pour un marché sur lequel opèrent 4 sociétés avec des parts de marché de 10, 40, 20, et 30 pour cent, le HHI est 3.000 soit (102 + 402 + 202 + 302 = 3.000). Il est proche de zéro quand le marché est très fragmenté et voisin de 10.000 en cas de monopole.

### Protection contre les offres de rachat non sollicitées
La meilleure protection contre une opération de rachat non sollicitée est la mise en place et le suivi d'une politique de création de valeur régulière. Une entreprise correctement valorisée par le marché est moins susceptible de se faire racheter qu'une entreprise disposant d'un fort potentiel inexploité. D'autres types de protections peuvent être efficaces pour une entreprise afin d'éviter d’être rachetée par le lancement d'une offre non sollicitée, néanmoins leur validité juridique ne peut pas être assurée si l'acheteur est réellement déterminé.

#### Contrôle du capital et des droits de vote
En dehors d'une bonne valorisation boursière, le contrôle du capital par un actionnaire stable (de référence) et de confiance est la défense la plus classique. Ce contrôle peut être établi de plusieurs manières :
- Majorité de détention du capital : le groupe Casino est ainsi détenu à 51,7 % par la holding Rallye de Jean-Charles Naouri[17], qui n'a pas l'intention de céder ses titres.
- Majorité des droits de vote : même si un actionnaire ne détient pas la majorité du capital, il peut détenir la majorité des droits de vote grâce à des actions à droit de vote multiple. C'est le cas de la famille Bich, qui détient une minorité du capital mais la majorité des droits de vote de Bic[18]. Ce poids politique permet à la famille d'opposer un veto à toute offre de rachat non sollicité.
- Limitation des droits de vote d’un tiers : à défaut de contrôler les droits de vote d’une société, il est possible d’empêcher un des actionnaires de l’entreprise d’avoir le contrôle en bloquant le pourcentage de droits de vote. Cela a notamment été le cas en 2001 lorsque l’État italien limita par un décret-loi les droits de vote d’EDF dans l’énergéticien italien Edison[19].
- Participations croisées, ou noyaux durs: en France par exemple, ce type de défense a été popularisé par le gouvernement Jacques Chirac de 1986 sous l’impulsion du ministre des Finances Édouard Balladur. Les sociétés nouvellement privatisées étaient protégées d'acquisition non désirées grâce à un système de participations croisées entre sociétés amies, amenant à la création de « noyaux durs » (actionnaires stables) contrôlant une part importante du capital[20]. Tel était le cas entre BNP et UAP.

#### Pilules empoisonnées (poison pills)
Les statuts de certaines sociétés peuvent détenir des clauses particulières destinées à empêcher ou du moins fortement handicaper les chances d’une offre hostile contre elles. Ce genre de défense est en général peu apprécié des marchés financiers dans la mesure où elles brident la spéculation sur les entreprises cotées. Ces défenses sont communément appelées pilules empoisonnées. Elles peuvent prendre des formes diverses, entre autres :
- Limitation des droits de vote de certains actionnaires et octroi de droits de vote multiples à d'autres ;
- Autorisation d'émissions de titres ou obligations supplémentaires pour renchérir le prix d'acquisition ;
- Blocage de certains actifs. Dans le cadre de l’offre hostile de Mittal sur Arcelor, celle-ci avait pris la décision de créer une fondation néerlandaise qui détiendrait le capital d’une filiale américaine : Dofasco[22]. En effet, Mittal avait annoncé vouloir revendre la société américaine aussitôt après le rachat d’Arcelor. Une technique similaire a été utilisée par Suez lors de l'OPA hostile de Veolia en 2020[23].

#### Législation et réglementation
Le cadre juridique d'un secteur d'activité donné peut être utilisé pour éviter les offres hostiles. Les lois d’un Etat peuvent prémunir les entreprises d'un rachat dans certains secteurs stratégiques tels que la défense ou le transport aérien. Aux États-Unis, le législateur a ainsi rendu impossible l'achat de ports américains par la société Dubai Ports en 2006.
Le droit de la concurrence est également une arme défensive de choix. Une offre peut être refusée ou amendée par les autorités régulant la concurrence. Ce fut le cas a posteriori lors de l'acquisition de Legrand par Schneider. Ce fut également le cas mais avant même le lancement de l'offre d'achat de General Electric sur Honeywell, à la suite du refus de la Commission européenne.

#### Lobbying politique et médiatique
Les acteurs politiques peuvent également utiliser leur pouvoir pour faire échouer un projet qu’ils estiment contraire aux intérêts nationaux, parfois même sans avoir à faire passer de lois ou décrets. Cela a notamment été le cas lors de rumeurs d’OPA sur le groupe français Danone en 2005.
Une cible peut faire appel à la puissance médiatique pour faire échouer une offre. Ce fut le cas en 1999 lorsque la Société générale réussit à faire échouer une tentative d'achat de la part de la BNP.

#### Défense active
- Chevaliers blanc

Une entreprise en passe d'être achetée par un concurrent non désiré peut faire appel à une autre entreprise amie. Ce fut le cas des AGF qui se choisirent Allianz comme actionnaire majoritaire plutôt que Generali.
- Reverse take-over ou stratégie du Pacman

Une autre stratégie de défense consiste à contrer l'offre de son adversaire en effectuant également une offre contre lui. Ce fut le cas en 1999 lorsque le pétrolier Total lança une OPE sur Elf Aquitaine (Elf-Total).

## Marché des fusions & acquisitions

### Poids économique du secteur
En 2015, le secteur des fusions et acquisitions a enregistré son record mondial en franchissant le seuil de 5 000 milliards de dollars de transactions, un record depuis 1980. Il n'y a pas eu en nombre plus de fusions & acquisitions en 2015 qu'en 2014, mais le nombre d'opérations supérieures à 5 milliards de dollars a grimpé de 54 %. Les États-Unis représentent la moitié du marché mondial, la zone Asie Pacifique 22 % et l'Europe autour de 20 %.

### Les plus grandes opérations de fusions & acquisitions
Les classements des plus grandes fusions & acquisitions sont souvent réalisés à partir du montant de l'opération. Cette méthode favorise les opérations récentes alors que des opérations plus anciennes peuvent avoir été aussi importantes proportionnellement à la taille et au prix des sociétés de leur époque.
En 2021, les dix plus grandes opérations de fusion-acquisition de l'histoire sont, en montants :
- Vodafone/Mannesmann (télécommunications) : 203 milliards de dollars en 1999.
- AOL/Time Warner (médias) : 182 milliards en 2000.
- GDF/Suez (énergie) : 182 milliards en 2007.
- Verizon/Vodafone (télécommunications) : 130 milliards en 2013.
- Dow Chemical/Dupont (chimie) : 130 milliards en 2015.
- United Technologies/Raytheon (défense) : 121 milliards en 2019.
- Time Warner/AT&T (médias) : 108 milliards en 2018.
- AB InBev/SABMiller (brasseurs) : 107 milliards en 2015.
- SmithKline/Glaxo Wellcome (pharmacie) : 107 milliards en 2000.
- Heinz/Kraft (alimentation) : 100 milliards en 2015.

### Les plus grandes fusions & acquisitions réalisées en 2007
Selon Thomson Financial, décembre 2007. En milliards de dollars.
| Rang | Banque                                              | Montant |
| 1    | ABN Amro par le consortium RBS, Fortis et Santander | 99,364  |
| 2    | Kraft Foods par un groupe d'actionnaires            | 61,454  |
| 3    | TXU par des fonds d'investissements                 | 44,372  |
| 4    | Alcan par Rio Tinto                                 | 43,922  |
| 5    | Capitalia par Unicredito                            | 29.5    |

### Acteurs

#### Acquéreurs
Les acquéreurs sont soit industriels, soit financiers. Les acquéreurs industriels sont des entreprises, généralement présentes dans le même secteur ou la même filière que la cible. Ils sont habituellement les principaux acquéreurs, mais les entreprises de capital-investissement, des acteurs financiers, le sont de plus en plus fréquemment. En 2006, les fonds d'investissement ont dépassé les 600 milliards de dollars de transactions dans le monde et en Europe, ils ont réalisé 18,5 % des opérations de fusions-acquisitions.

#### Banques d'affaires
Les banques d'affaires, aussi appelées banques d'investissement, réunissent des experts des différentes disciplines financières. Elles sont mandatées par les acquéreurs et les vendeurs pour évaluer l'entreprise dont l'acquisition ou la cession est envisagée. À l'échelle mondiale, le classement des banques d'affaires en montant total des opérations est le suivant :
| Rang | Banque                        | Montant  |
| 1    | Goldman Sachs                 | 605 Mds$ |
| 2    | JP Morgan                     | 564 Mds$ |
| 3    | Morgan Stanley                | 529 Mds$ |
| 4    | Bank of America Merrill Lynch | 494 Mds$ |
| 5    | Barclays                      | 370 Mds$ |

Source : « MergerMarket M&A Trend Report: 2013 »
En France, au premier semestre 2021, les cinq banque d'affaires les plus actives en fusion-acquisition sont toutes anglo-saxonnes, puisqu'il s'agit de JPMorgan, Goldman Sachs, Citi, Lazard et Morgan Stanley.

#### Cabinets d'avocats
Les cabinets d'avocats sont chargés de la structuration juridique des opérations de fusion-acquisition. Leurs équipes sont composées d'avocats spécialisés en droit des sociétés. Elles conçoivent et négocient les divers contrats nécessaires à l'opération, généralement désignés par leur abréviation en anglais : NDA (non-disclosure agreement, accord de confidentialité), SPA (share purchase agreement, contrat de cession), Q&A (foire aux questions dans le cadre de la due diligence)… Les cabinets d'avocats peuvent également employer des fiscalistes, chargés de déterminer les implications fiscales de l'opération, et préparer les documents nécessaires au financement.
Aux États-Unis, les cabinets d'avocats les plus réputés dans le domaine des fusions-acquisitions en 2021 sont Cravath, Swaine & Moore, Davis Polk & Wardwell, Kirkland & Ellis, Latham & Watkins ainsi que Simpson, Thatcher & Bartlett. En France, il s'agit de Bredin Prat, Cleary Gottlieb Steen & Hamilton et Darrois Villey Maillot Brochier.

#### Cabinets d'audit
Les cabinets d'audit sont mandatés par les vendeurs et les acquéreurs pour dresser un état de la situation économique, sociale et environnementale de l'entreprise cible. Ils évaluent ses perspectives d'avenir et les risques auxquels elle est confrontée.
Les cabinets d'audit les plus réputés en la matière sont les membres du Big Four, c'est-à-dire Deloitte, EY, PricewaterhouseCoopers et KPMG.

#### Agences de communication
Dans la mesure où le succès d'une opération de fusion-acquisition dépend en partie de la communication faite aux actionnaires de l'entreprise cible, des agences de communication peuvent être mandatées pour faire la promotion de l'opération, ou inversement la dénigrer. Les grands acteurs du secteur sont Brunswick et AMO-Havas.

#### Lobbyistes et cabinets d'intelligence économique
Lorsque certaines opérations présentent de grands enjeux industriels, les Etats peuvent être tentés d'intervenir aux fins de préserver l'emploi et d'empêcher le passage d'un fleuron national sous pavillon étranger. Le lobbying est donc devenu une arme parmi d'autres pour empêcher ou à l'inverse favoriser une opération.

### Autres fusions-acquisitions célèbres en Europe
Parmi les opérations de fusion-acquisition célèbres en Europe, il est possible de citer :
- Daimler-Chrysler
- Mittal-Arcelor
- BNP-Paribas
- Alcatel-Lucent
- Sanofi-Genzyme
- Bayer-Monsanto
- Essilor-Luxottica
- PSA-Fiat Chrysler
- Comcast-Sky
- Glencore-Xstrata
- Holcim-Lafarge

## Traitement comptable et financier

### Paiement et financement
Il existe trois façons de payer les titres acquis lors d'une opération d'acquisition : 
- Par débours de trésorerie. Dans ce cas, l'acquéreur offre aux actionnaires de la cible des liquidités en échange de leurs titres.
- Par émission de ses propres titres. Dans ce cas, l'acquéreur procède à une augmentation de capital et échange une partie de ses propres titres contre ceux de la cible. En bourse, on parle alors d'OPE ou offre publique d'échange.
- Ces offres peuvent être hybrides, c'est-à-dire comporter une partie de liquidités et une partie d'actions[41].

Lorsqu'un échange de titre est réalisé, il est nécessaire d'évaluer l'acquéreur et la cible, alors que pour une opération payée en cash, seule l'évaluation de la cible est indispensable.
En cas de paiement en usant d'un débours de trésorerie, il est possible pour l'acquéreur d'utiliser ses fonds propres ou d'avoir recours pour tout ou partie du prix à de l'endettement.
Chacune de ces modalités a ses avantages et défauts : un achat payé en titres évite une sortie de liquidités et de ne modifie pas le niveau d'endettement de la société qui acquiert, mais en revanche il entraîne une dilution des droits de vote et des intérêts financiers des actionnaires actuels pour faire aux nouveaux entrants une place au capital de l'entreprise. En outre, une acquisition en titres est souvent plus chère qu'une acquisition par versement de trésorerie, car il convient alors de verser une prime correspondant au profil plus risqué de titres par rapport à du cash.

### Traitement comptable
Le traitement comptable de l'opération diffère selon que l'opération est une simple acquisition ou une véritable fusion. Une acquisition sera traitée comptablement par la méthode de l'intégration globale, et une fusion par celle de la fusion-absorption. L'acquisition peut par ailleurs être simple ou renversée (la fille rachète la mère, comme pour Schneider-Spie). Une acquisition peut entraîner la constatation d'une survaleur (goodwill), si le prix payé est supérieur au montant comptable de l'actif net de la société acquise. La norme IFRS 5 peut être mobilisée dans le cadre d'opérations de désinvestissement.
Aux États-Unis, les principales méthodes comptables utilisées dans les opérations de fusion-acquisition sont le pooling et le purchase of assets.